# 小溪坝镇
小溪坝镇，是中华人民共和国四川省绵阳市江油市下辖的一个乡镇级行政单位。2019年12月，撤销东安乡，将其所属行政区域划归小溪坝镇管辖，小溪坝镇人民政府驻小溪街159号。

## 行政区划
小溪坝镇下辖以下地区：
新民社区、阴坪村、三合村、人民村、五里坝村、鲜花村、鲤鱼口村、民政村和小溪村。